# Station Hackney Central
Hackney Central is een spoorwegstation van London Overground aan de North London Line. 